# Quintus Maecius Laetus
Quintus Maecius Laetus was een Romeins politicus, senator en praefectus praetorio.
De geboortedatum en afkomst van Laetus zijn niet bekend. Rond 185 werd hij gouverneur van de provincia Arabia Petraea. Van 200 tot 203 was hij praefectus Alexandreae et Aegypti. In 205 werd hij samen met Aemilius Papinianus benoemd tot praefectus praetorio, als opvolger van de machtige Gaius Fulvius Plautianus. Laetus bekleedde dit ambt tot 211. In 215 werd hij benoemd tot consul. Het is niet bekend of Laetus het consulaat verkreeg op grond van eerder verleende ornamenta consularia of op grond van een adlectio inter consulares.